# Tony Khan
Antony Rafiq "Tony" Khan (nacido el 10 de octubre de 1982) es un promotor de lucha libre profesional estadounidense, quien es el presidente de All Elite Wrestling (AEW). También es un empresario de Champaign-Urbana, Illinois. Un destacado ejecutivo de fútbol americano y de fútbol de asociación, es copropietario de los Jacksonville Jaguars de la National Football League (NFL) y del equipo de la Premier League Fulham Football Club y recientemente adquirió la compañía de lucha libre profesional ROH, el 2 de marzo del 2022.

## Primeros años
Khan nació el 10 de octubre de 1982 en Champaign-Urbana, Illinois. Se graduó de la Universidad de Illinois en Urbana-Champaign en 2007 con una licenciatura en finanzas.

## Fútbol
Khan se unió a los Jacksonville Jaguars en julio de 2012, y actualmente se desempeña como Vicepresidente Sénior de Football Technology & Analytics.
El 22 de febrero de 2017, Khan fue nombrado como vicepresidente y director de operaciones de fútbol de Fulham Football Club. Supervisa la identificación, evaluación, reclutamiento y firma de jugadores para Fulham. Khan asumió estas responsabilidades luego de un período de asesoría sobre las operaciones de fútbol en el club, particularmente en las áreas de análisis e investigación.

## Carrera en lucha libre profesional

### All Elite Wrestling (2019-2024)
A finales de 2018, Khan, quien es un ávido fanático de la lucha libre profesional de toda la vida, presentó varias marcas registradas para una nueva empresa que se confirmó poco después como una nueva empresa de lucha libre profesional llamada, All Elite Wrestling. La compañía se anunció oficialmente el 1 de enero de 2019, junto con su primer evento, "Double or Nothing", programado para el 25 de mayo de 2019 en MGM Grand Arena en Las Vegas, Nevada. Tony Khan se desempeña como la figura ejecutiva principal de la recién fundada empresa de lucha, gracias a su experiencia en la gestión como ejecutivo de negocios de franquicias deportivas.

### Ring of Honor (2022-2024)
En el episodio del 2 de marzo de 2022 de AEW Dynamite, Khan anunció que había adquirido la promoción de lucha libre profesional Ring of Honor (ROH) de Sinclair Broadcast Group. Dicha adquisición incluye activos de ROH como la biblioteca de videos de la promoción, activos de marca, propiedad intelectual, equipo de producción y más. También anunció que tiene la intención de poner la biblioteca de ROH a disposición del público en su totalidad. Más tarde se aclaró a través de un comunicado de prensa emitido por la cuenta de Twitter de Khan que la adquisición se realizaría a través de una entidad de propiedad total de Khan, lo que resultaría en que la compra se realizaría por separado de AEW. Cuatro días después, Khan reveló que planeaba mantener a ROH funcionando como una entidad separada de AEW y también indicó que esa promoción posiblemente podría usarse como una marca de desarrollo para AEW.

## Campeonatos y logros
- Wrestling Observer Newsletter
  - WON Promotor del año (2019, 2020 y 2021)
  - WON Mejor creativo (2020 y 2021)